# Rudi Janhuba
Rudi Janhuba, slovenski novinar, častnik, španski borec, komunist, partizan in prvoborec, * 15. februar 1914, Trst, † 2. december 1976, Ljubljana.
Leta 1938 je postal član KPS. Janhuba je sodeloval v španski državljanski vojni; po zmagi nacionalistov je pobegnil v Francijo, kjer je bil od leta 1939 do 1941 interniran.
V NOB je vstopil leta 1941; med 1943 in 1944 je bil v zaporu v Ljubljani.

## Napredovanja
- rezervni polkovnik JLA (?)

## Odlikovanja
- red zaslug za ljudstvo I. stopnje
- red za hrabrost
- red bratstva in enotnosti II. stopnje
- partizanska spomenica 1941